# Bandreißer
Das Bandreißen ist ein traditionelles Handwerk, bei dem aus Weidengehölz Reifen für die Ummantelung von Holzfässern hergestellt wurden. Die Bandreißer (niederdeutsch Bannmoker) waren überwiegend an der Unterelbe tätig, wo sie auch die Korb-Weiden anbauten, die sie zur Herstellung der Fassreifen benötigten.

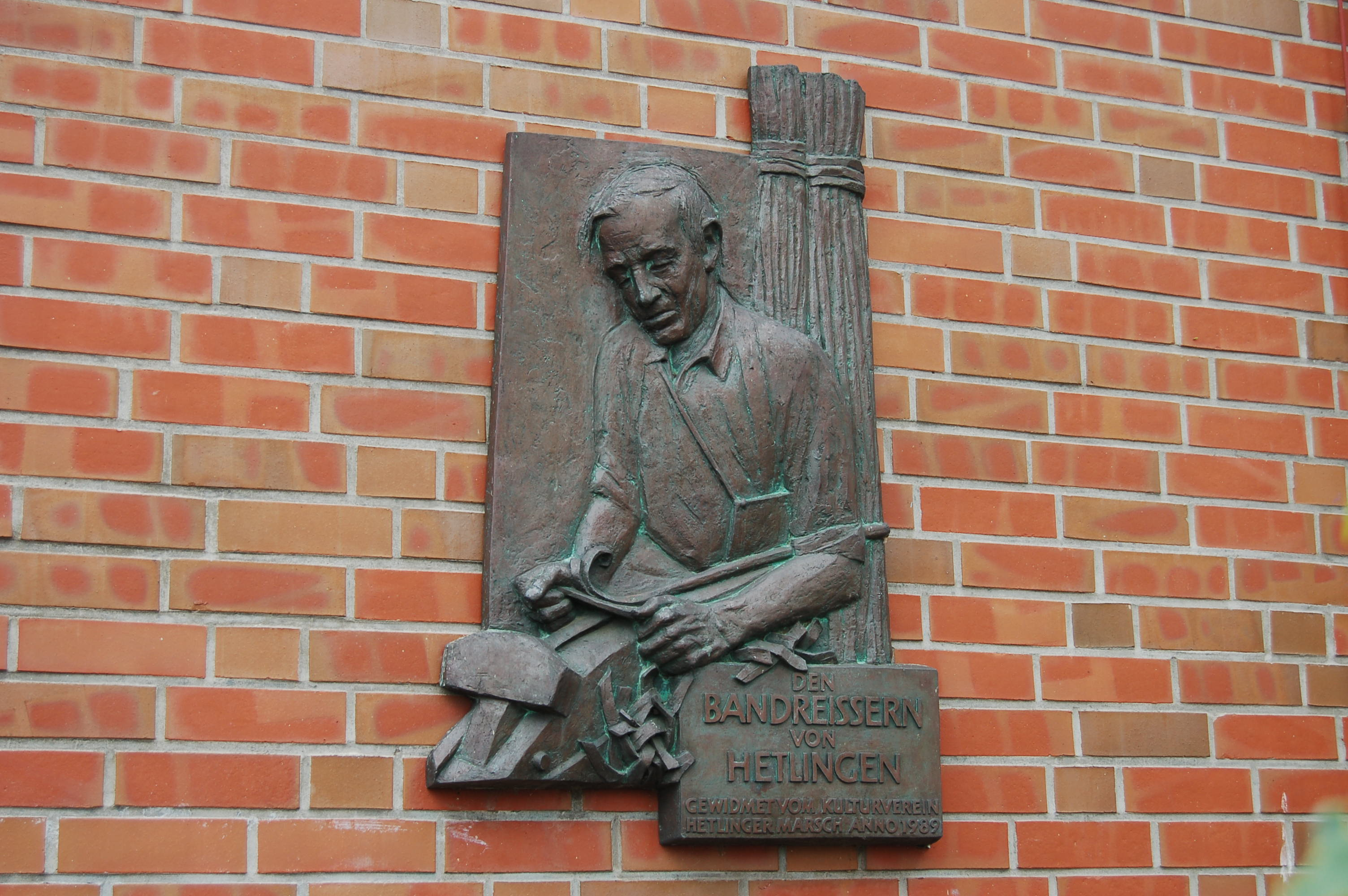
Das Bandreißerrelief in Hetlingen erinnert an den längst ausgestorbenen Beruf

Nach dem Abschlagen der Weiden und dem Weißen der Ruten (Schälung – auch Stöckebasten genannt – und Waschung) verarbeiteten die Bandreißerwerkstätten die Weiden zum fertigen Produkt, dem Weidenreifen. Dabei mussten die Weidenruten längs aufgespalten werden. Die Weidenreifen wurden für die Herstellung von Fässern, insbesondere Butterfässern, benötigt. Butterfässer durften zum Beispiel nicht mit Metallreifen ummantelt werden, weil durch später eintretenden Rost die Butter ranzig wurde. Bis ins 18. Jahrhundert hinein stellten die Böttcher die hölzernen Fassreifen zum Umwickeln ihrer Fässer selbst her. Aber schon im 17. Jahrhundert begannen sich einzelne Böttcher auf die Reifenproduktion zu spezialisieren und wurden zu Bandreißern – benannt nach dem Band, das durch Reißen (Spalten) von Ruten aus der Weide aber auch Hasel, Eiche usw. entsteht. Die Bandreißer fertigten für die Böttchereien hölzerne Fassreifen, die in verschiedenen Längen und zu Ringen gebogen geliefert wurden. Die Dauben (die Seitenbretter des Fasses) brauchen Halt; deshalb sind Bänder vonnöten, die das Fass umschließen, wie eine Banderole die Zigarre.
Der Beruf wird nur noch von wenigen Menschen ausgeführt. Gelegentlich wird die Fertigkeit noch zum Herstellen von Richt- und Adventskränzen benötigt.
Die Reifschneider stellten ebenfalls Fassreifen her, benutzten hierfür jedoch Haselnusssträucher.
Die Gemeinde Hetlingen ist als Bandreißerdorf in der Haseldorfer Marsch bekannt.

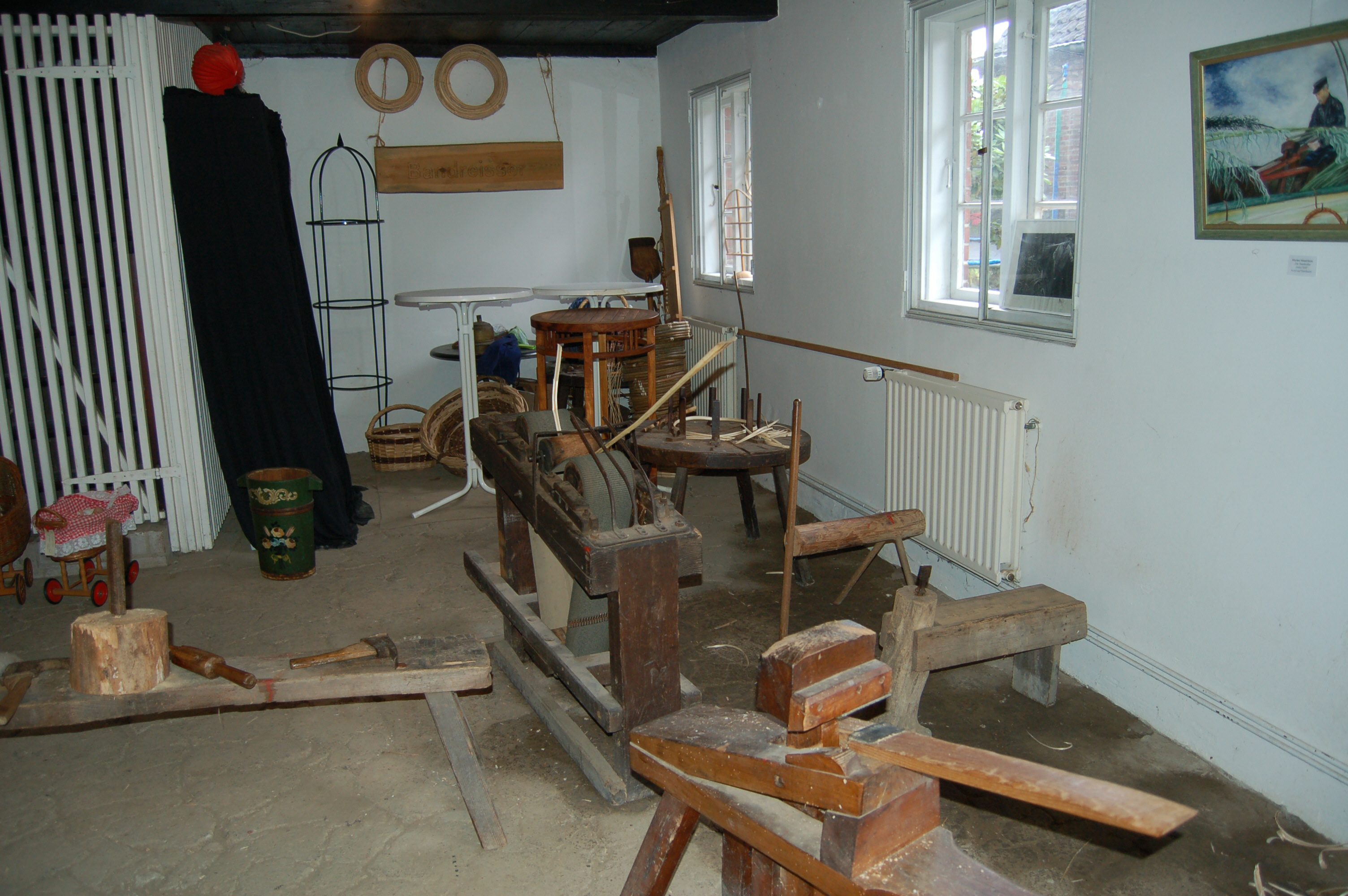
Arbeitsplatz eines Bandreißers
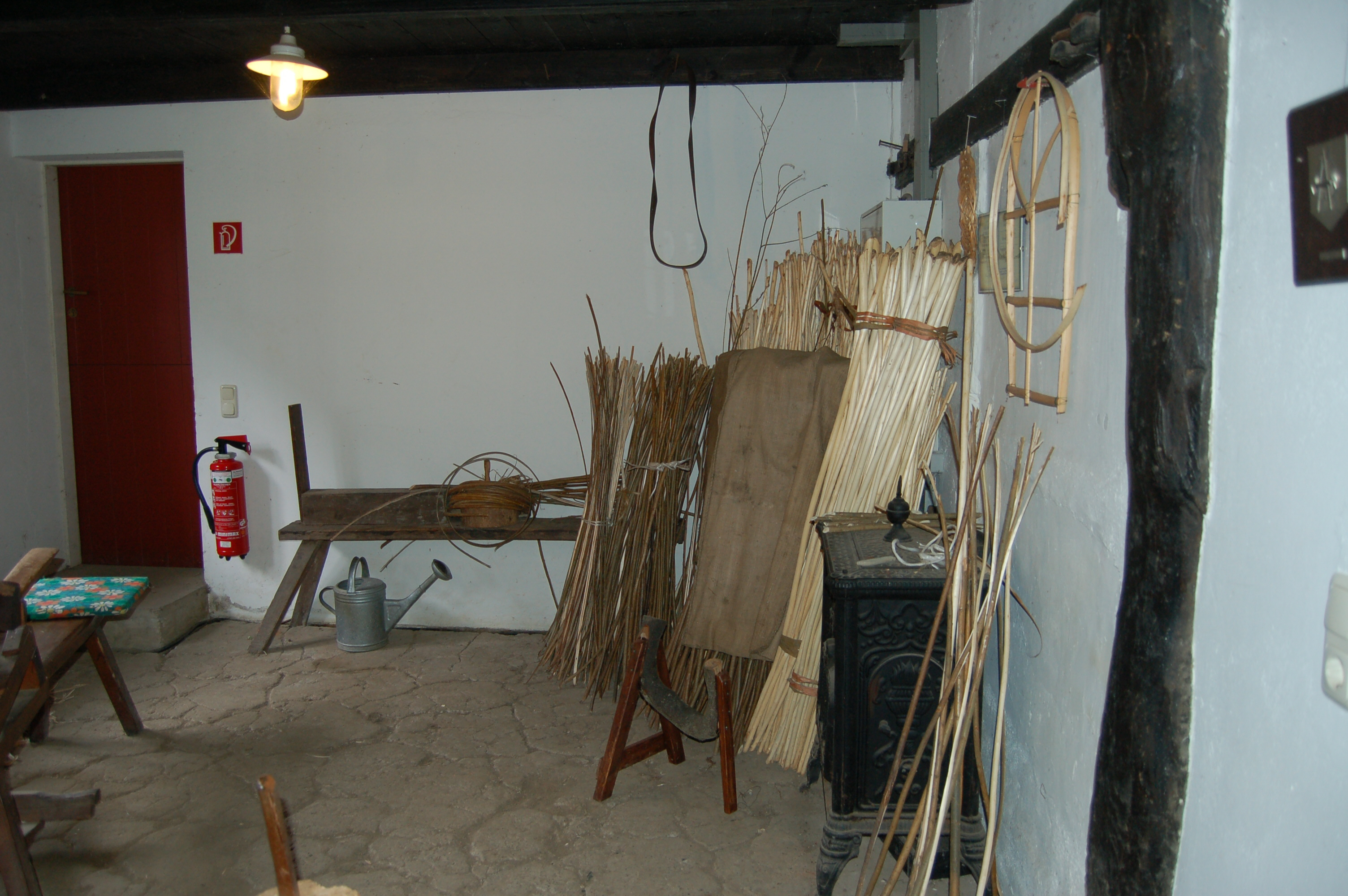
Gebastete (weiß) und ungebastete (dunkel) Weidenstöcke
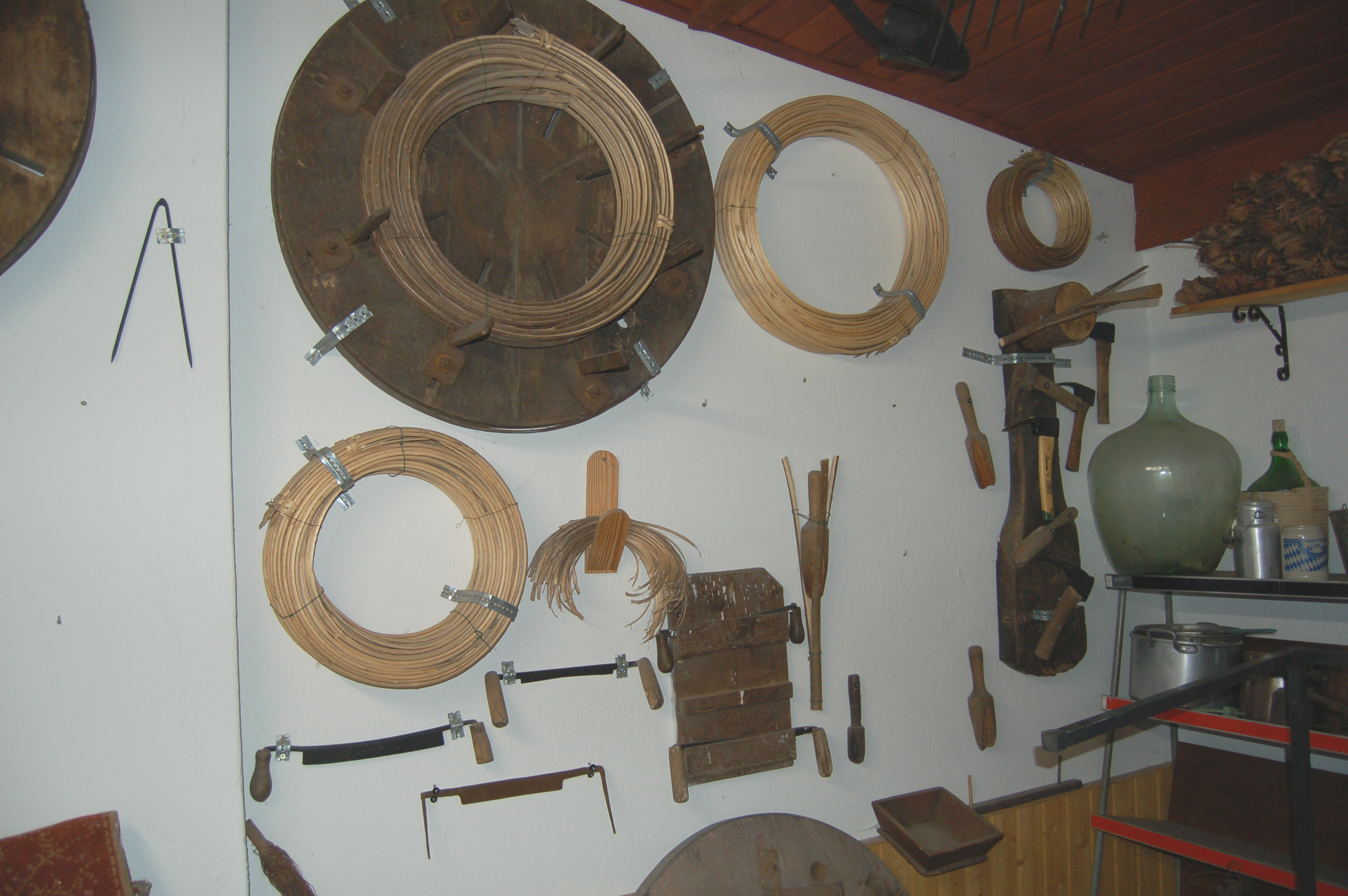
Fertige Fassreifen